# Coupe d'Espagne de football 2009-2010
Navigation
Coupe d'Espagne 2008-2009 Coupe d'Espagne 2010-2011
La Copa del Rey 2009-2010 est la 107e édition de la Copa del Rey. La compétition commence le 26 août 2009 et se termine le 19 mai 2010 avec la finale. Le FC Barcelone est le tenant du titre.
En finale, Séville FC bat l'Atlético Madrid 2 à 0 au Camp Nou de Barcelone le 19 mai 2010. Il s'agit du 5e titre de Séville dans cette compétition.

## Calendrier de l'épreuve
| Tour                | Date des premiers matchs | Rencontres | Clubs   | Clubs exemptés |
| ------------------- | ------------------------ | ---------- | ------- | -------------- |
| Premier tour        | 22 août 2009             | 18         | 83 → 65 | 6              |
| Deuxième tour       | 1 septembre 2009         | 22         | 65 → 43 | 1              |
| Troisième tour      | 7 octobre 2009           | 11         | 43 → 32 | 1              |
| Quatrième tour      | 27 octobre 2009          | 16         | 32 → 16 | 0              |
| Huitièmes de finale | 5 janvier 2010           | 8          | 16 → 8  | 0              |
| Quarts de finale    | 20 janvier 2010          | 4          | 4 → 2   | 0              |
| Demi-finales        | 3 février 2010           | 2          | 4 → 2   | 0              |
| Finale              | 19 mai 2010              | 1          | 2 → 1   | 0              |

## Quarts de finale
| Reçoit à l’aller     | Match aller | Match retour | Score total | Reçoit au retour |
| -------------------- | ----------- | ------------ | ----------- | ---------------- |
| RCD Majorque         | 1 - 2       | 1 - 0        | 2 - 2       | Getafe CF        |
| Deportivo La Corogne | 0 - 3       | 1 - 0        | 1 - 3       | Séville FC       |
| Racing de Santander  | 2 - 1       | 3 - 0        | 5 - 1       | CA Osasuna       |
| Atlético de Madrid   | 1 - 1       | 1 - 0        | 2 - 1       | Celta de Vigo    |

## Demi-finales

### Confrontations
| Équipe             | Aller | Total | Retour | Équipe              |
| ------------------ | ----- | ----- | ------ | ------------------- |
| Séville FC         | 2 – 0 | 2 – 1 | 0 – 1  | Getafe CF           |
| Atlético de Madrid | 4 – 0 | 6 – 3 | 2 – 3  | Racing de Santander |

### Match aller
| 3 février 2010 | Séville FC (1)                                             | 2 - 0   | Getafe CF (1) |                                                                                                   |                                                                                                   |
| 22h00          | Luis Fabiano 45e (Adriano) · Pedro Mario Álvarez 80e (csc) | (0 - 0) |               | Stade Ramón Sánchez Pizjuán, Séville Spectateurs : 28 000 Arbitrage : Bernardino González Vázquez | Stade Ramón Sánchez Pizjuán, Séville Spectateurs : 28 000 Arbitrage : Bernardino González Vázquez |
| 22h00          | Rapport                                                    |         |               | Stade Ramón Sánchez Pizjuán, Séville Spectateurs : 28 000 Arbitrage : Bernardino González Vázquez | Stade Ramón Sánchez Pizjuán, Séville Spectateurs : 28 000 Arbitrage : Bernardino González Vázquez |

| 4 février 2010 | Atlético de Madrid (1)                                           | 4 - 0   | Racing de Santander (1) |                                                                                     |                                                                                     |
| 22h00          | Simão 9e · José Antonio Reyes 40e · Forlan 63e (pen.) 72e (pen.) | (2 - 0) |                         | Stade Vicente-Calderón, Madrid Spectateurs : 38 000 Arbitrage : Antonio Mateu Lahoz | Stade Vicente-Calderón, Madrid Spectateurs : 38 000 Arbitrage : Antonio Mateu Lahoz |
| 22h00          | Rapport                                                          |         |                         | Stade Vicente-Calderón, Madrid Spectateurs : 38 000 Arbitrage : Antonio Mateu Lahoz | Stade Vicente-Calderón, Madrid Spectateurs : 38 000 Arbitrage : Antonio Mateu Lahoz |

### Match retour
| 10 février 2010 | Getafe CF (1) | 1 - 0   | Séville FC (1) |                                                                                            |                                                                                            |
| 22h00           | Soldado 53e   | (0 - 0) |                | Coliseum Alfonso Pérez, Getafe Spectateurs : 15 000 Arbitrage : Eduardo Iturralde González | Coliseum Alfonso Pérez, Getafe Spectateurs : 15 000 Arbitrage : Eduardo Iturralde González |
| 22h00           | Rapport       |         |                | Coliseum Alfonso Pérez, Getafe Spectateurs : 15 000 Arbitrage : Eduardo Iturralde González | Coliseum Alfonso Pérez, Getafe Spectateurs : 15 000 Arbitrage : Eduardo Iturralde González |

| 11 février 2010 | Racing de Santander (1)                  | 3 - 2   | Atlético de Madrid (1)      |                                                                                   |                                                                                   |
| 22h00           | Valera 2e (csc) · Xisco 88e · Tchité 90e | (1 - 1) | Taeño 8e (csc) · Jurado 51e | El Sardinero, Santander Spectateurs : 19 500 Arbitrage : Alberto Undiano Mallenco | El Sardinero, Santander Spectateurs : 19 500 Arbitrage : Alberto Undiano Mallenco |
| 22h00           | Rapport                                  |         |                             | El Sardinero, Santander Spectateurs : 19 500 Arbitrage : Alberto Undiano Mallenco | El Sardinero, Santander Spectateurs : 19 500 Arbitrage : Alberto Undiano Mallenco |

## Finale
| Entraîneur :          |
| Quique Sánchez Flores |

| Entraîneur :             |
| Antonio Álvarez Giráldez |

| Entraîneur :          |
| Quique Sánchez Flores |

| Entraîneur :             |
| Antonio Álvarez Giráldez |